# Pee Wee Lambert
Pee Wee Lambert (* 25. August 1924; † 25. Juni 1965; eigentlich Darrell Lambert) war ein US-amerikanischer Country-Musiker und Mandolinist. Lambert war frühes Mitglied der Stanley Brothers und wesentlich an der Entwicklung des Bluegrass beteiligt.

## Leben

### Karriere
Darrell „Pee Wee“ Lambert wurde vor allem von Bill Monroe, dem „Vater des Bluegrass“, beeinflusst. 1948 machte Lambert zusammen mit Carter und Ralph Stanley erste Aufnahmen bei den Rich-R-Tone Records, woraus das berühmte Molly and Tenbrooks entstand, bei dem er als dritter Sänger auftrat. Neben seinem Mandolinenspiel war es vor allem seine Stimme, die den frühen Stücken der Stanley Brothers ihre Charakteristik gab. In den 1950er-Jahren wurde Lambert durch seinen Gitarristen und Cousin „Courley“ Lambert ersetzt. Pee Wee Lambert gründete daraufhin zusammen mit Curly Parker die Pine Ridge Boys, in denen unter anderem auch der erst 16 Jahre alte J. D. Crowe mitspielte. Die Aktivitäten der Band beschränkten sich jedoch meist nur auf regionale Reichweite. 

### Späte Jahre und Tod
Lambert, der ebenfalls ein talentierter Komponist war, konnte nicht an seine frühen Erfolge anschließen. Über sein Leben in den späten 1950er- und frühen 1960er-Jahren ist nichts bekannt. Lambert starb 1965 im Alter von nur 41 Jahren.